# Phalaenopsis gigantea
Phalaenopsis gigantea ist eine Orchideenart aus der Gattung Phalaenopsis. Ihr Name bedeutet so viel wie "riesige Phalaenopsis" (lat. "giganteus" heißt so viel wie gigantisch, riesig), weil ihre Blüten und Blätter außerordentlich groß sind im Vergleich zu anderen Pflanzen der Gattung Phalaenopsis.

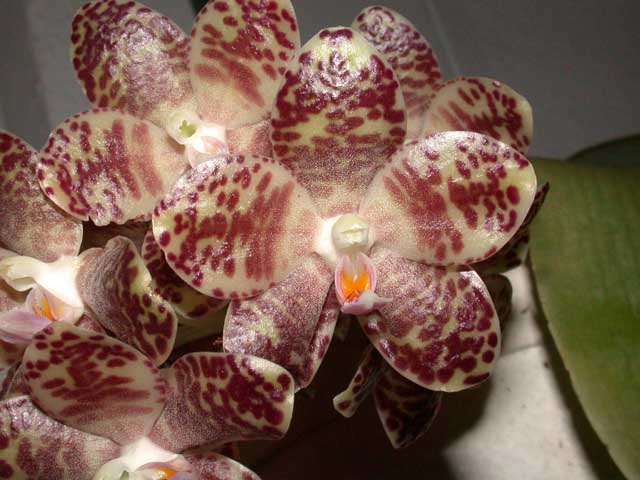
Blüten

## Beschreibung

### Vegetative Merkmale
Phalaenopsis gigantea wächst monopodial, überwiegend als Epiphyt. Sie besitzt eine kurze Sprossachse. Die fünf bis sechs ziemlich fleischigen hell- bis sattgrünen Laubblätter sind bis zu 50 Zentimeter lang und bis zu 20 cm breit.

### Generative Merkmale
Meist bilden sich mehrere, bis zu 40 Zentimeter lange Blütenstände mit etwa 30 Blüten. Auffallend sind bei dieser Art die besonders großen Blüten (bis zu 5 Zentimeter), die Kelchblätter (Sepalen) und Kronblätter (Petalen) sind elliptisch geformt. Die Grundfarbe der wachsartigen Blüten variiert von milchigweiß über gelblichweiß bis gelbgrün mit mehreren unterschiedlich ausgeprägten Punkten und Punktansammlungen auf den Blütenblättern, deren Farbe von weinrot-rot bis violett-braun variiert.
Nach der Bestäubung verwelken die Blütenblätter, es entwickelt sich eine dunkelgrüne Kapselfrucht.

## Bekannte Formen und Varietäten
Als beschriebene Formen und Varietäten von Phalaenopsis gigantea sind Phalaenopsis gigantea f. decolorata und Phalaenopsis gigantea var. aurea bekannt (beide beschrieben von Christenson, 2001, in Phalaenopsis: a monograph).

## Verbreitung
Phalaenopsis gigantea ist endemisch in Borneo beheimatet.

## Geschichte
Die erste beschriebene Pflanze dieser Art wurde von A. W. Nieuwenhuis 1897 in Borneo gefunden und nach Buitenzorg gebracht. Diese Pflanze blühte schließlich 1909 und wurde dann von J.J.Smith im "Bulletin du Departement de l'Agriculture aux Indes Neerlandaises" Band 22, Seite 45 beschrieben. Kurz darauf starb allerdings dieses Exemplar. Erst 1937 wurden neue Exemplare dieser Art gefunden. Heute findet man keine Exemplare mehr an den bisherigen Standorten.